# De Berencamp

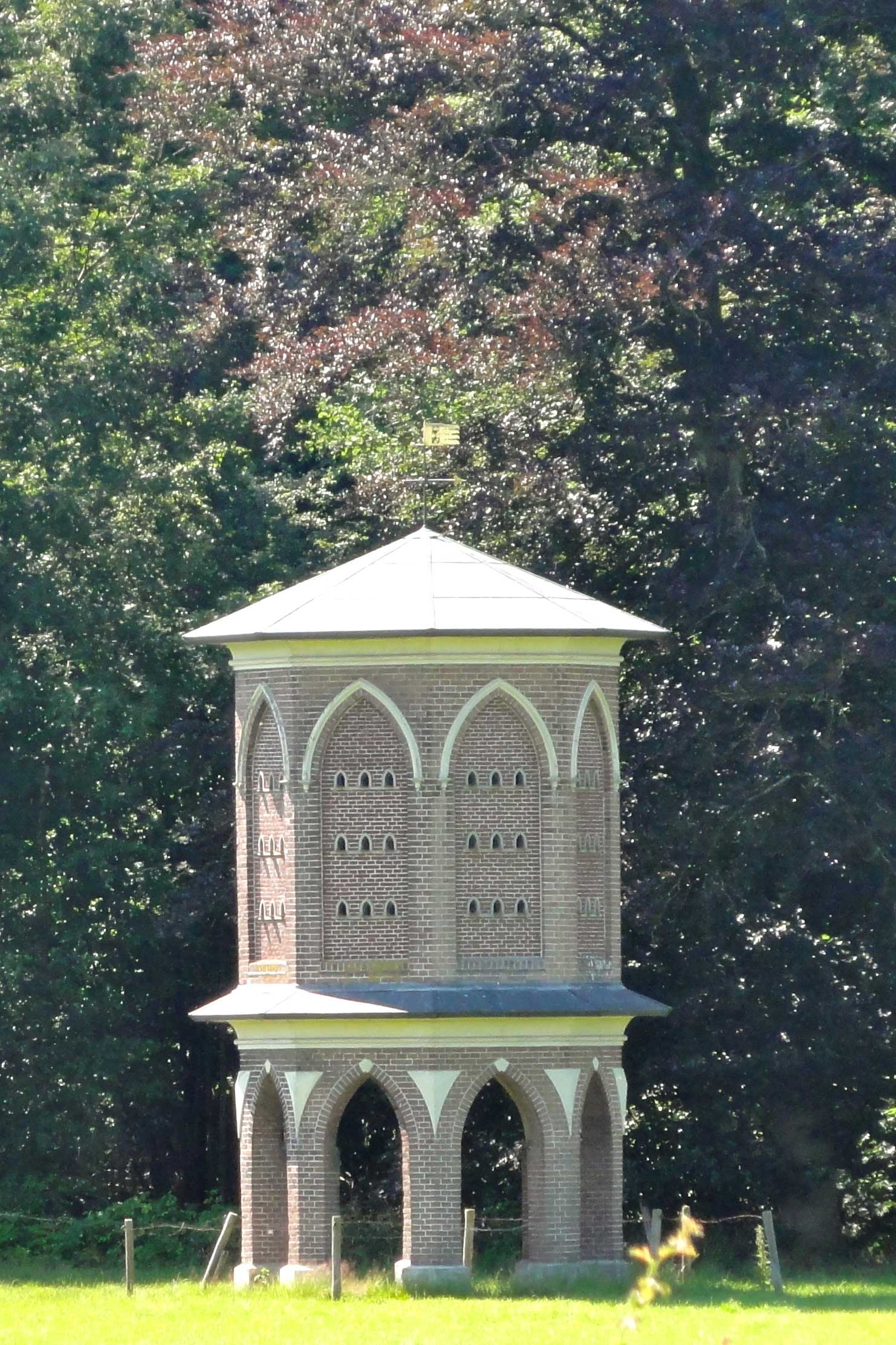
Duiventoren (Berencamp) in 2012.

Huis De Berencamp is een buitenplaats nabij de Gelderse plaats Nijkerk.

## Geschiedenis
Tot 1479 was het landgoed in het bezit van de familie Van Aller waarna het ruim drie eeuwen lang, tot 1820, in de familie Bentinck was. Het ging toen over aan de familie Van Pallandt (tak Eerde) die het verpachtte en waarna het verwerd tot een boerderij. In 1842 werd het huis voor een deel afgebroken. In 1898 kwam het in bezit van de minister van Buitenlandse Zaken jhr. mr. Willem Marcus van Weede, heer van de Berencamp (1848-1925), ook al eigenaar van het aanpalende landgoed Salentein. Daarna bleven beide landgoederen in een hand, na 1925 in handen van drie opeenvolgende generaties van de adellijke familie De With. De huidige eigenaar, jhr. Hendrik Maurits Daniël van Haersma de With (1951), die Salentein verkocht, liet de Berencamp in 1979 restaureren en ging er zelf met zijn gezin wonen.

### Heren van de Berencamp
- - 1479: familie Van Aller
- 1479 - 1820: familie Bentinck
- 1820 - 1898: familie Van Pallandt
- 1898 - 1925: jhr. mr. Willem Marcus van Weede, heer van de Berencamp (1848-1925) [door koop]
- 1925 - 1945: jhr. mr. Hendrik Maurits van Haersma de With, heer van de Berencamp (1884-1945), neef (oomzegger) van voorgaande
- 1945 - 2003: jhr. Willem Hendrik Maurits van Haersma de With, heer van de Berencamp (1920-2003), zoon van voorgaande
- 2003 - heden: jhr. Hendrik Maurits Daniël van Haersma de With, heer van de Berencamp (1951), zoon van voorgaande

## Beschrijving
Het huis was aanvankelijk een omgracht huis. In de 15e eeuw werd het met een vleugel uitgebreid. In 1809 en 1827 bleek die gracht gedempt, toen het huis als boerderij in gebruik was. In 1842 werd het huis voor een deel afgebroken en werd de 17e-eeuwse vleugel verlaagd. Vanaf 1906 werden de landgoederen Salentein en de Berencamp ook door een gezamenlijke parkaanleg in landschapsstijl een geheel.
Op het landgoed bevinden zich nog meer monumenten zoals de duiventoren, een vaas, een tolhuisje, een veeschuur en boerderij Groenewoud.
Het bouwwerk is erkend als rijksmonument onder meer vanwege algemeen cultuur-, architectuur- en tuinhistorisch belang.

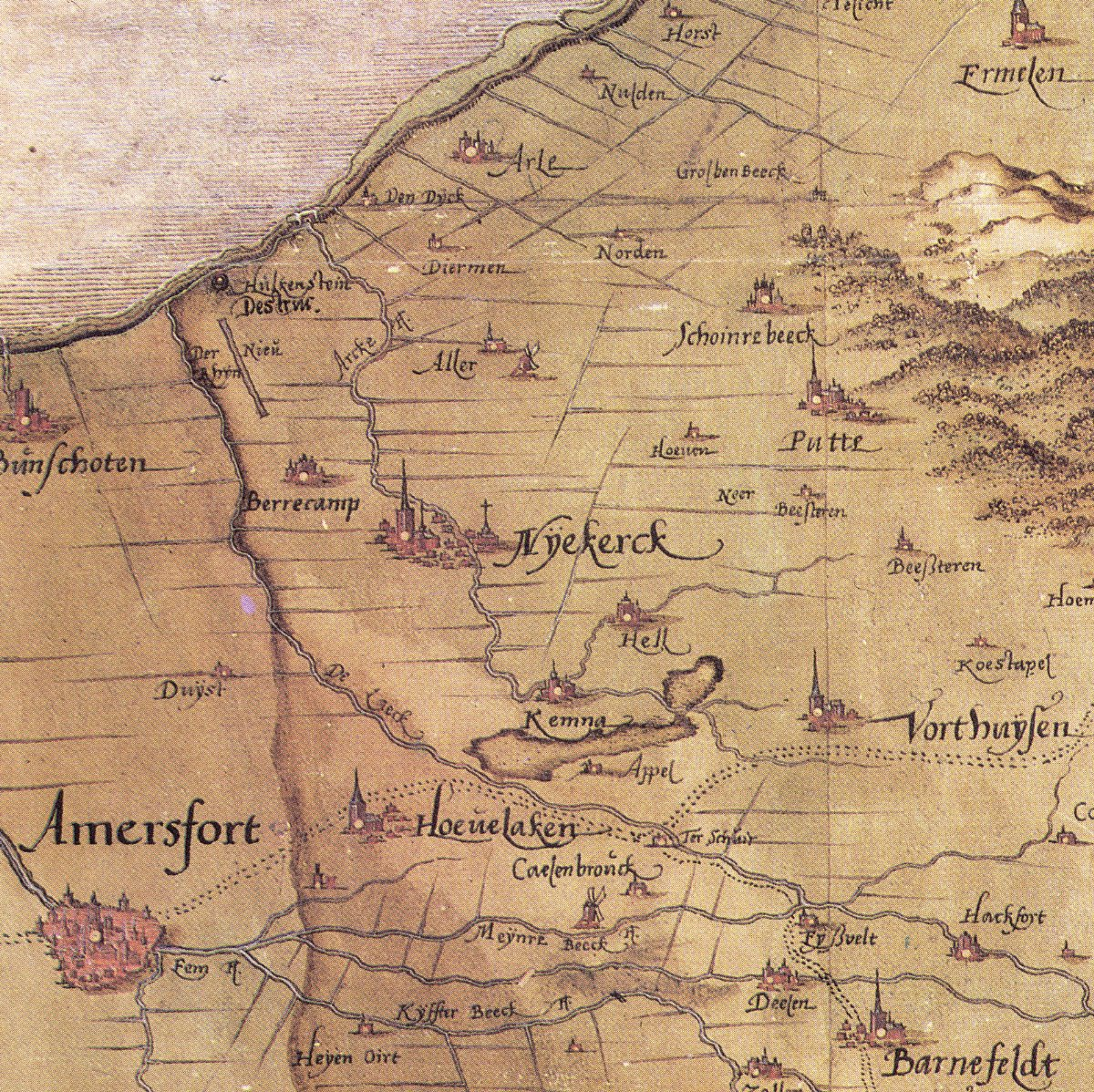
Kaartje met de "Berrecamp" uit 1573